# St.-Nikolaus-Kirche (Butschatsch)
Koordinaten: 49° 3′ 49″ N, 25° 23′ 37″ O
Die St.-Nikolaus-Kirche (ukrainisch Церква святого Миколая/Zerkwa Swjatoho Mykolaja) ist ein orthodoxes Kirchengebäude in der Stadt Butschatsch im Westen der Ukraine. Seit den späten 1980er Jahren gehört sie zur Orthodoxen Kirche der Ukraine (Eparchie Ternopil). Von etwa 1665 bis 1946 gehörte sie zur Ukrainisch griechisch-katholischen Kirche (UGKK). Nach dem Sobor (Synode) der Ukrainisch griechisch-katholischen Kirche 1946 in Lemberg, wo unter dem Druck der bolschewistischen Behörden beschlossen wurde, sich mit der Russisch-orthodoxen Kirche zu vereinigen, gehört die Kirche dieser Konfession.
Die St.-Nikolaus-Kirche ist die älteste Steinkirche der Stadt. Sie wurde etwa 1610 erbaut. Kirchengründer waren Maria Amalia Mohylanka (Cousine von Petro Mohyla, Metropolit von Kiew, Galizien und der ganzen Rus) und ihr Mann Stefan Potocki, der Magnat, Mäzen, Woiwode und Starost war.